# DDR-Oberliga 1956

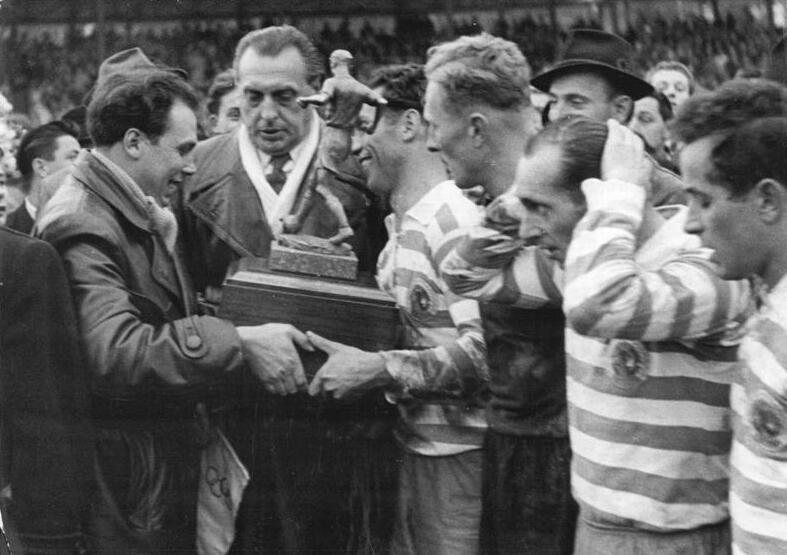
Wismuts kapitein Erhard Bauer krijgt de kampioenenbeker overhandigd.

In 1956 werd het achtste seizoen van de DDR-Oberliga gespeeld, de hoogste klasse van de DDR. SC Wismut Karl-Marx-Stadt werd kampioen. Het seizoen begon op 11 maart 1956 en eindigde op 28 oktober 1956. Het was het eerste volledig seizoen in het nieuwe kalendersysteem. Door het afwijkende systeem met de rest van Europa had dit tot gevolg dat de kampioen bijna een jaar later pas kon deelnemen aan de Europacup I. 

## Naamswijzigingen
Het succes van de sportclubs die in 1954 ingevoerd werden was een succes gebleken. Er waren nog maar drie BSG's in de Oberliga vertegenwoordigd. BSG Chemie Karl-Marx-Stadt werd kort voor de start van het seizoen aan SC Motor Karl-Marx-Stadt gehecht. BSG Fortschritt Weißenfels veranderde ook in een sportclub en werd SC Fortschritt Weißenfels. 
ZSK Vorwärts Berlin nam aan het einde van het seizoen de naam ZASK Vorwärts aan en aan de start van het volgende seizoen werd het ASK Vorwärts. 

## Seizoensverloop

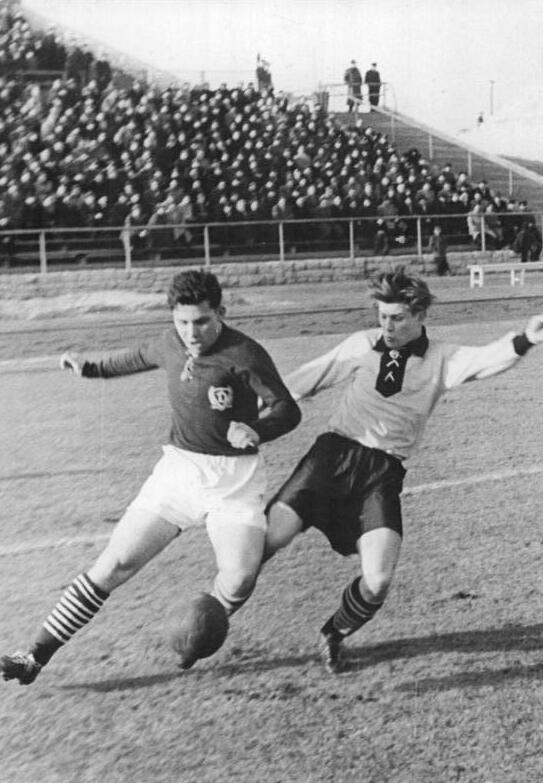
De eerste speeldag: De latere vicekampioen Aktivist verslaat de latere degradant Dynamo 2:1.

Nadat Wismut Karl-Marx-Stadt in de voorbije jaren al bekerwinnaar werd, twee keer vicekampioen en de officieuze kampioen van het overgangsseizoen volgde in 1956 de echte titel. SC Lokomotive Leipzig bood het langste weerstand aan Wismut, maar zakte op de laatste speeldag nog naar de derde plaats. Aktivist Brieske-Senftenberg werd vicekampioen en bereikte daarmee de beste plaats uit de geschiedenis. Ook promovendus Lokomotive Stendal zorgde met de vierde plaats voor een verrassing. 
Het seizoen werd een ontgoocheling voor de sportclubs Dynamo Berlin en Empor Rostock. Twee jaar eerder werden de clubs uit Dresden en Lauter nog verhuisd naar Berlijn en Rostock met het doel daar een grote club te vestigen, maar dat liep nu fout af. Dynamo Berlin had het behoud kunnen verzekeren, maar kreeg twee punten af die ze behaald hadden in een wedstrijd tegen kampioen Wismut en waarin ze een niet-speelgerechtigde speler opgesteld hadden waardoor ze hun eigen lot bezegelden. Hierdoor werd de verdedigende kampioen Turbine Erfurt de vernedering van de degradatie bespaard. 
Er kwamen 2.403.000 toeschouwers naar de 182 Oberligawedstrijden wat neerkomt op 13.203 per wedstrijd. Een hoogtepunt van het seizoen was de derby Rotation tegen Lok Leipzig in het Zentralstadion op 8 september 1956. Er kwamen 100.000 supporters kijken wat een record is voor een wedstrijd met inzet in Duitsland. 

### Eindstand
|     | Club                                | Wed | W  | G  | V  | Saldo | Ptn |
| --- | ----------------------------------- | --- | -- | -- | -- | ----- | --- |
| 1.  | SC Wismut Karl-Marx-Stadt (K*, B)** | 26  | 15 | 8  | 3  | 53:21 | 38  |
| 2.  | SC Aktivist Brieske-Senftenberg     | 26  | 14 | 8  | 4  | 34:15 | 36  |
| 3.  | SC Lokomotive Leipzig               | 26  | 14 | 6  | 6  | 45:22 | 34  |
| 4.  | BSG Lokomotive Stendal (N)          | 26  | 12 | 4  | 10 | 55:54 | 28  |
| 5.  | SC Einheit Dresden                  | 26  | 10 | 6  | 10 | 50:46 | 26  |
| 6.  | ZSK Vorwärts Berlin                 | 26  | 9  | 8  | 9  | 41:41 | 26  |
| 7.  | BSG Rotation Babelsberg             | 26  | 9  | 8  | 9  | 41:53 | 26  |
| 8.  | SC Rotation Leipzig                 | 26  | 9  | 6  | 11 | 35:41 | 24  |
| 9.  | SC Motor Karl-Marx-Stadt            | 26  | 8  | 7  | 11 | 24:48 | 23  |
| 10. | SC Fortschritt Weißenfels (N)       | 26  | 7  | 8  | 11 | 36:38 | 22  |
| 11. | BSG Motor Zwickau                   | 26  | 10 | 2  | 14 | 47:52 | 22  |
| 12. | SC Turbine Erfurt (K)               | 26  | 5  | 11 | 10 | 36:38 | 21  |
| 13. | SC Dynamo Berlin**                  | 26  | 7  | 6  | 13 | 37:47 | 20  |
| 14. | SC Empor Rostock                    | 26  | 6  | 6  | 14 | 31:49 | 18  |

| (K) | Titelverdediger |
| (B) | Bekerwinnaar vorig seizoen |
| (N) | Gepromoveerd |
| *   | Wismut was kampioen geworden van de overgangsronde |
| **  | De wedstrijd Dynamo – Wismut (oorspronkelijk 2:1) werd gewijzigd naar 0:0 en een zege voor Wismut omdat Berlin een niet-speelgerechtigde speler had opgesteld. |

## Topschutters
Er vielen 565 goals wat neerkomt op 3,10 per wedstrijd, waaronder tien eigendoelpunten. Lok Stendal behaalde de hoogste zege op de 22ste speeldag met 7:2 tegen Rotation Babelsberg. Dit was ook de wedstrijd met de meeste doelpunten naast Motor Karl-Marx-Stadt tegen Lok Stendal (6:3), Empor Rostock-Motor Zwickau (3:6) en Rotation Babelsberg-Motor Zwickau (5:4).
|    | Speler          | Club                      | Goals |
| -- | --------------- | ------------------------- | ----- |
| 1. | Ernst Lindner   | BSG Lokomotive Stendal    | 18    |
| 2. | Willy Tröger    | SC Wismut Karl-Marx-Stadt | 16    |
| 3. | Erhard Meinhold | BSG Motor Zwickau         | 14    |
| 4. | Kurt Viertel    | SC Wismut Karl-Marx-Stadt | 13    |

## Europees
Europacup I
| Ronde | Team #1                   | Tot.  | Team #2                   | 1ste wed | 2de wed | 3de wed      |
| ----- | ------------------------- | ----- | ------------------------- | -------- | ------- | ------------ |
| Q     | Gwardia Warschau          | 4 - 4 | SC Wismut Karl-Marx-Stadt | 3 - 1    | 1 - 3   | 1 - 1 (toss) |
| 1R    | SC Wismut Karl-Marx-Stadt | 1 - 4 | AFC Ajax                  | 1 - 3    | 0 - 1   | /            |